# 가시마 앤틀러스
가시마 앤틀러스(일본어: 鹿島アントラーズ 가시마 안토라즈[*], Kashima Antlers)는 J리그에 소속된 일본의 프로 축구단이다. 앤틀러스는 사슴의 섬이라는 뜻을 가진 연고지 가시마시에 있는 가시마 신궁에서 따왔다. J리그 출범 초기 여러 차례 우승하며 많은 인기를 얻다가 한동안 침체기에 있었지만 2007, 2008, 2009 시즌에서 연달아 우승을 차지하며 다시 예전의 강호로써의 면모를 되찾고 있다. 현재 2016 시즌까지 모두 8번의 리그 우승컵을 들어올린 J리그 최다 우승 팀이며 J리그컵 6회 우승 그리고 천황배 5회 우승의 기록을 가지고 있다. 가시마 앤틀러스는 과거 스미토모 금속이 신 일본제철과 합병하여 생긴 일본제철이 운영 중었지만 2019년 일본의 IT 기업 메카리가 대주주가 되었다.

## 역사
1947년, 스미토모 금속 오사카 공장에서 팀을 창단했으며, 1975년에 JSL 1부리그 진출을 노리고 이바라키현 가시마시로 연고지를 옮겼다. 1985년도에 JSL 승격을 이루어냈으며, 1991년에 이바라키 현 43개 기업이 합자한 독립법인 가시마 앤틀러스로 팀명을 변경하고 J리그 원년멤버로 참여했다.
JSL 시절만 해도 선수들이 회사원 신분이고 외국인 선수를 고용하지 않은 탓에 1부 리그와 2부 리그를 오가는 약팀이었으나, 1992년 브라질 국가대표 출신 미드필더 지쿠를 영입하면서 팀의 전력이 비약적으로 상승해 J리그 참가 첫 해인 1993년도에 J리그 챔피언 결정전 준우승을 차지했으며 이 해 10월 포철과 자매결연을 체결했고 세 번째 구단인 이 팀에서 1993년 정규리그 최다골(10골)을 기록하여 전성기를 누렸으나 1994년 전지훈련에서 손목뼈가 부러지는 부상을 당하여 그 해  황선홍 라데에게 주전 자리를 빼앗겼지만 같은 해 9월 27일 해당 구단(가시마)와의 친선경기 1차전에서 2골을 기록한 장신(191CM) 공격수 차상해 영입을 시도했으나 그 당시 에이전트 제도가 없었던 데다 선수가 해외 결정을 절대 할 수 없었던 시절이라 포철 구단 쪽에서 해외 팀 이적 불가 방침을 내려 무산됐다. 그 이후 팀은 궤도에 들어서면서 1996년 J리그 우승, 1997년 2관왕(야마자키 나비스코컵, 천황배), 1998년 J리그 챔피언결정전 우승을 차지했고, 2000년도에는 J리그 사상 최초로 3관왕(J리그 챔피언결정전, 야마자키 나비스코컵, 천황배)을 달성했다.
하지만 2002년 FIFA 월드컵 이후 전반적인 침체기에 빠지게 되며 J리그 최고 인기팀의 지위도 우라와 레드 다이아몬즈에 넘겨주게 된다. 2006년부터 경기장 관리를 이바라키현에서 팀이 넘겨받고 여러 개혁적인 조치를 취한 후 2007년부터 2009년까지 우승하여 J리그 사상 최초로 3연패를 달성하였다.
2010 시즌엔 4위에 머무르며 연속 우승 행진을 이어가지 못했을 뿐만 아니라 3위까지 주어지는 정규리그에서의 AFC 챔피언스리그 진출 티켓도 획득하는 데 실패하였으나 천황배 결승전에서 시미즈 에스펄스를 꺾고 우승을 차지하며 마지막으로 ACL 진출 티켓을 획득하였다. 이듬해 동일본 대지진의 여파로 홈구장이 파손되어 한동안 홈경기를 도쿄 국립경기장에서 치러야 했고 리그 6위, 천황배 8강에서 탈락하면서 AFC 챔피언스리그 진출 티켓 확보에 실패하고 말았다.
이후, 2018년에 ACL에서 팀 창단 최초로 우승을 차지하였고 2021년 5월 12일 나고야 그램퍼스전에서 단 하나의 슈팅을 허용하지 않아 역대 J리그 5번째 피슈팅 제로 기록을 세웠는데 해당 팀(가시마)으로 치자면 2009년 11월 8일(모든 구단 최초) 이후 두 번째였다.

## 우승 기록

### 일본 국내 대회
- J리그 디비전 1

우승 (8): 1996, 1998, 2000, 2001, 2007, 2008, 2009, 2016
- 천황배

우승 (5): 1997, 2000, 2007, 2010, 2016
- J리그컵

우승 (6): 1997, 2000, 2002, 2011, 2012, 2015
- 후지 제록스 슈퍼컵

우승 (6): 1997, 1998, 2000, 2009, 2010, 2017

### 국제 대회
- FIFA 클럽 월드컵
  - 2위 (1) : 2016
  - 4위 (1) : 2018
- AFC 챔피언스리그

우승 (1): 2018
- A3 챔피언스컵

우승 (1): 2003
- J리그컵 / 코파 수다메리카나 챔피언십

우승 (2): 2012, 2013

## 선수 명단

### 현역
참고: FIFA 자격 규정에 따라 소속된 국가대표팀 국기를 표시합니다. 선수는 복수의 FIFA 비회원국 국적을 가지고 있을 수 있습니다.
| 번호 | 포지션 | 국적 | 이름              |
| ---- | ------ | ---- | ----------------- |
| 1    | GK     |      | 하야카와 토모키   |
| 3    | DF     |      | 쇼지 겐           |
| 6    | MF     |      | 나가키 료타       |
| 8    | MF     |      | 도이 쇼마         |
| 9    | FW     |      | 스즈키 유마       |
| 10   | FW     |      | 가나자키 무       |
| 13   | MF     |      | 나카무라 아쓰타카 |
| 14   | FW     |      | 가나모리 다케시   |
| 15   | DF     |      | 미사오 유토       |
| 16   | DF     |      | 야마모토 슈토     |
| 19   | FW     |      | 야마구치 카즈마   |

| 번호 | 포지션 | 국적 | 이름              |
| ---- | ------ | ---- | ----------------- |
| 20   | MF     |      | 미사오 겐토       |
| 22   | DF     |      | 니시 다이고       |
| 23   | DF     |      | 오다 이쓰키       |
| 24   | DF     |      | 이토 유키토시     |
| 25   | MF     |      | 엔도 야스시       |
| 26   | MF     |      | 구보타 가즈네     |
| 28   | DF     |      | 마치다 고키       |
| 29   | GK     |      | 가와마타 신이치로 |
| 30   | FW     |      | 아베 히로키       |
| 31   | GK     |      | 오키 유야         |
| 32   | DF     |      | 안자이 고키       |
| 36   | MF     |      | 다나카 도시야     |
| 39   | DF     |      | 이누카이 도모야   |
| —    | DF     |      | 안자이 코키       |

## 역대 감독
| 감독                     | 임기              |
| ------------------------ | ----------------- |
| 지쿠                     | 1999              |
| 토니뉴 세레주            | 2000~2005         |
| 오즈와우두 지 올리베이라 | 2007~2011         |
| 조르지뉴                 | 2012              |
| 토니뉴 세레주            | 2013~2015         |
| 이시이 마사타다          | 2017              |
| 오이와 고                | 2018~2019         |
| 안토니오 카를로스 자고   | 2021              |
| 란코 포포비치            | 2024 - 2024.10    |
| 추고 마사키              | 2024.10 - 2024.12 |
| 오니키 도루              | 2025 ~            |

## 기록
| 시즌 | 디비전 | 팀 | 순위 | 평균 관중 | J리그컵   | 천황배   | 아시아 | 아시아    | 클럽월드컵 |
| ---- | ------ | -- | ---- | --------- | --------- | -------- | ------ | --------- | ---------- |
| 1992 | -      | -  | -    | -         | 준결승    | 8강      | -      | -         | -          |
| 1993 | J1     | 10 | 2    | 14,016    | 조별 예선 | 준우승   | -      | -         | -          |
| 1994 | J1     | 12 | 3    | 16,812    | 1 라운드  | 1 라운드 | -      | -         | -          |
| 1995 | J1     | 14 | 7    | 19,141    | -         | 준결승   | -      | -         | -          |
| 1996 | J1     | 16 | 1    | 15,386    | 조별 예선 | 8강      | -      | -         | -          |
| 1997 | J1     | 17 | 2    | 16,985    | 우승      | 우승     | -      | -         | -          |
| 1998 | J1     | 18 | 1    | 15,345    | 준결승    | 준결승   | CC     | 8강       | -          |
| 1999 | J1     | 16 | 9    | 17,049    | 준우승    | 4 라운드 | CWC    | 3위       | -          |
| 2000 | J1     | 16 | 1    | 17,507    | 우승      | 우승     | CC     | 8강       | -          |
| 2001 | J1     | 16 | 1    | 22,425    | 준결승    | 8강      | -      | -         | -          |
| 2002 | J1     | 16 | 4    | 21,590    | 우승      | 준우승   | CC     | 8강       | -          |
| 2003 | J1     | 16 | 5    | 21,204    | 준우승    | 준결승   | CL     | 조별 예선 | -          |
| 2004 | J1     | 16 | 6    | 17,585    | 8강       | 8강      | -      | -         | -          |
| 2005 | J1     | 18 | 3    | 18,641    | 조별 예선 | 8강      | -      | -         | -          |
| 2006 | J1     | 18 | 6    | 15,433    | 준우승    | 준결승   | -      | -         | -          |
| 2007 | J1     | 18 | 1    | 16,239    | 준결승    | 우승     | -      | -         | -          |
| 2008 | J1     | 18 | 1    | 19,714    | 8강       | 5 라운드 | CL     | 8강       | -          |
| 2009 | J1     | 18 | 1    | 21,617    | 8강       | 8강      | CL     | 16강      | -          |
| 2010 | J1     | 18 | 4    | 20,966    | 8강       | 우승     | CL     | 16강      | -          |
| 2011 | J1     | 18 | 6    | 16,156    | 우승      | 4 라운드 | CL     | 16강      | -          |
| 2012 | J1     | 18 | 11   | 15,381    | 우승      | 준결승   | -      | -         | -          |
| 2013 | J1     | 18 | 5    | 16,419    | 8강       | 4 라운드 | -      | -         | -          |
| 2014 | J1     | 18 | 3    | 17,665    | 조별 예선 | 2 라운드 | -      | -         | -          |
| 2015 | J1     | 18 | 5    | 16,423    | 우승      | 3 라운드 | CL     | 조별 예선 | -          |
| 2016 | J1     | 18 | 1    | 19,103    | 조별 예선 | 우승     | -      | -         | 준우승     |
| 2017 | J1     | 18 | 2    | 20,467    | 8강       | 8강      | CL     | 16강      | -          |
| 2018 | J1     | 18 | 3    | 20,547    | 4강       | 4강      | CL     | 우승      | -          |